# Symphonie enchaînée
Pour plus de détails, voir Fiche technique et Distribution.
Symphonie enchaînée (The Chain Gang) est un court-métrage d'animation américain des studios Disney, sorti le 18 août 1930 avec Mickey Mouse.
Il marque la première apparition d'un chien, encore anonyme, qui deviendra Pluto.

## Synopsis
Après avoir été accusé d'un crime qu'il n'a pas commis, Mickey est envoyé en prison. Il se retrouve à casser des cailloux dans la cour de la prison, boulet au pied aux côtés d'autres prisonniers, dont Clarabelle Cow. Leur gardien est Pat Hibulaire, armé de plusieurs chiens.
Mickey trouve un harmonica et entame une chanson. Les autres prisonniers se mettent aussi à chanter et à danser. Cette animation lui permet de s'évader. Mickey se retrouve poursuivi par la meute de chiens et saute du haut d'une falaise pour leur échapper. Mais il tombe directement dans un fourgon cellulaire.

## Fiche technique
- Titre original : The Chain Gang
- Titre français : Symphonie enchaînée
- Série : Mickey Mouse
- Réalisation : Burt Gillett
- Animation[2] : David Hand, Norman Ferguson, Jack Cutting, Les Clark (animateur), Johnny Cannon, Dick Lundy, Jack King (animateur), Ben Sharpsteen, Tom Palmer (animateur), Wilfred Jackson, Charles Byrne
- Production : Walt Disney, John Sutherland
- Société de production : Walt Disney Productions
- Société de distribution : Columbia Pictures
- Format : Noir et blanc - 1,37:1 - Son mono (RCA Photophone)
- Durée : 8 min
- Langue : (en)
- Pays de production :  États-Unis
- Date de sortie :
  - États-Unis : 18 août 1930

## Voix originales
- Walt Disney : Mickey / Minnie
- Pinto Colvig : Pluto

## Commentaires
Le limier, un chien de Saint-Hubert, réapparaîtra à la fin de l'année 1930 sous le nom de Rover en tant que chien de Minnie Mouse dans Le Pique-nique. Ce n'est qu'en 1931, avec La Chasse à l'élan qu'il deviendra le chien de Mickey sous le nom de Pluto.
Le film comprend l'air The Prisoner's Song (1924) composé par Guy Massey, qui sera réutilisé dans une version « aboyée » dans Rien qu'un chien (1932).